# San Nicolò d’Arcidano
San Nicolò d’Arcidano ist eine italienische Gemeinde (comune) mit 2451 Einwohnern (Stand 31. Dezember 2023) in der Provinz Oristano auf Sardinien.

## Geografie
Die Gemeinde liegt etwa 25 Kilometer südsüdöstlich von Oristano und grenzt unmittelbar an die Provinz Sud Sardegna.

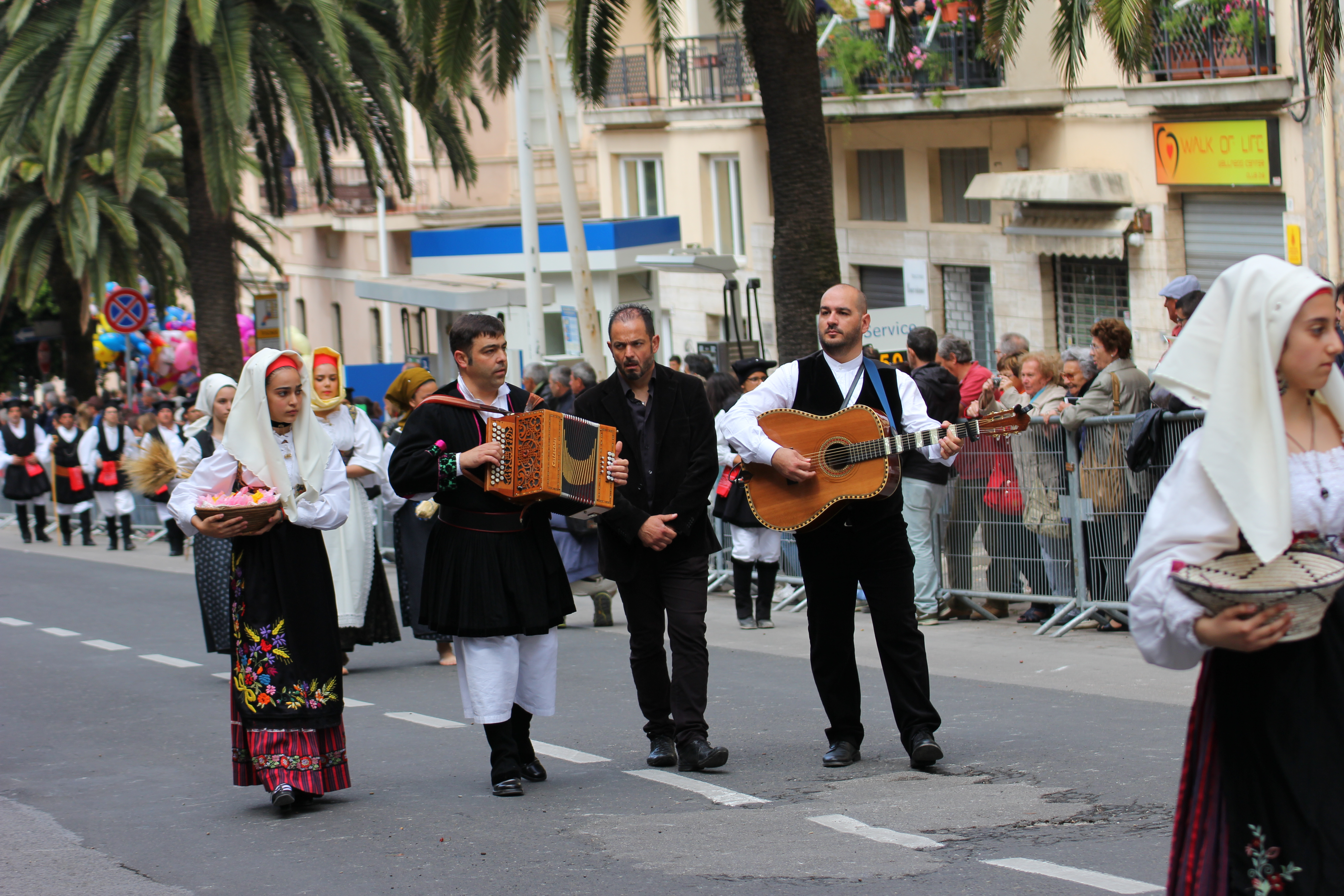
Traditionelle Tracht

## Verkehr
Durch die Gemeinde führt die Strada Statale 126 Sud Occidentale Sarda.